# Harvey Keitel
Harvey Keitel (New York, 13 maggio 1939) è un attore statunitense.
Raggiunse la notorietà negli anni '70 grazie al suo ruolo in Mean Streets - Domenica in chiesa, lunedì all'inferno (1973) di Martin Scorsese, con cui lavorò varie volte, in film come Taxi Driver (1976) e L'ultima tentazione di Cristo (1988). Fu protagonista anche nell'opera prima di Ridley Scott, I duellanti (1977).
Tornò al successo negli anni '90 grazie ai ruoli in Thelma & Louise (1991) sempre di Scott, Bugsy (1991) di Barry Levinson, Il cattivo tenente (1992) di Abel Ferrara, Lezioni di piano (1993) di Jane Campion, Lo sguardo di Ulisse (1995) di Theo Angelopoulos oltre che in Sister Act - Una svitata in abito da suora (1992) e Smoke (1995), ma soprattutto in Le iene (1992) e Pulp Fiction (1994) di Quentin Tarantino.
A partire dagli anni 2000 è comparso nei film Il mistero dei Templari - National Treasure (2004) ed Il mistero delle pagine perdute (2007), oltre che in vari film di Wes Anderson e in Youth - La giovinezza (2015) di Paolo Sorrentino.

## Biografia
Keitel nasce a Brooklyn, distretto di New York, il 13 maggio 1939 da una famiglia ebraica di ristoratori di origini rumene e polacche, Miriam Klein e Harry Keitel. Trascorre un'adolescenza turbolenta, culminata con l'arruolamento all'età di sedici anni nei Marines, con i quali nel 1958 prende poi parte all'intervento militare americano in Libano, denominato Operation Blue Bats. Ritornato a New York, si iscrive all'Actors Studio, mantenendosi nel frattempo come stenografo.
Lavora dieci anni in teatro, prima di imporsi al cinema con Mean Streets - Domenica in chiesa, lunedì all'inferno, diretto nel 1973 da Martin Scorsese, regista per cui Keitel interpreta anche Alice non abita più qui (1974), Taxi Driver (1976) e anche, precedentemente, Chi sta bussando alla mia porta (1967). Nel 1977 recita nel film I duellanti, esordio cinematografico del regista Ridley Scott. Negli anni ottanta la stella di Keitel sembra offuscarsi: partecipa ad alcuni film italiani, tra cui Copkiller (1983), col musicista Johnny Rotten e La sposa americana (1986), con Stefania Sandrelli. In quegli anni sceglie anche di interpretare il protagonista di Effetto Elisa, un film scritto da Claudio Caligari ma che non verrà mai realizzato per l'opposizione dei produttori italiani per le tematiche trattate. Solo con l'inizio degli anni novanta ritorna prepotentemente alla ribalta con gli ormai classici Thelma & Louise (1991) di Scott, Le iene (1992) e Pulp Fiction (1994) di Quentin Tarantino, e con Il cattivo tenente (1992) di Abel Ferrara.
Nel 1993 è da ricordare la sua raffinata performance in Lezioni di piano di Jane Campion che gli vale il premio AACTA (Award for Best Actor in a Leading Role) come miglior attore. Nello stesso anno impersona un regista impegnato con una problematica attrice in Occhi di serpente. L'anno successivo impersona un detective alle prese con una guerra tra spacciatori in Clockers (1994) di Spike Lee. In Smoke (1995) e Blue in the Face (1995) di Wayne Wang, Keitel interpreta il gestore della tabaccheria che diventa l'epicentro dell'umanità eterogenea che vive a Brooklyn. Nel 2006 recita ne Il mercante di pietre di Renzo Martinelli, un film che affronta il tema del terrorismo internazionale. Successivamente prende parte a due film di Wes Anderson, Moonrise Kingdom - Una fuga d'amore (2012) e Grand Budapest Hotel (2014), e al film Youth - La giovinezza (2015) di Paolo Sorrentino.
Harvey Keitel è conosciuto nel mondo del cinema per ruoli da duro e personaggi intelligenti e spietati, oltre ad essere un versatile caratterista. Un'altra sua grande qualità è quella di essere sempre pronto ad aiutare giovani registi promettenti. Il suo fiuto l'ha portato a lavorare nei film di debutto di Martin Scorsese, Ridley Scott e Quentin Tarantino, oltre a partecipare a svariate produzioni indipendenti. Dal 1995 al 2017 è stato co-presidente dell'Actors Studio (insieme ad Al Pacino e ad Ellen Burstyn), la più prestigiosa scuola di recitazione degli Stati Uniti.

## Vita privata
Dal 1982 al 1993 è stato fidanzato con la modella e attrice Lorraine Bracco, da cui ha avuto una figlia, Stella (1985). Successivamente è stato fidanzato con la produttrice di ceramiche Lisa Karmazin, da cui ha avuto un altro figlio, Hudson (2001). Nel 2001, in occasione del Toronto International Film Festival, ha conosciuto l'attrice Daphna Kastner. Il 7 ottobre 2001 i due si sono sposati a Gerusalemme; la coppia ha avuto un figlio nel 2004.

## Filmografia

### Cinema
- Riflessi in un occhio d'oro (Reflections in a Golden Eye), regia di John Huston (1967) - comparsa, non accreditato
- Chi sta bussando alla mia porta (Who's That Knocking at My Door), regia di Martin Scorsese (1967)
- Mean Streets - Domenica in chiesa, lunedì all'inferno (Mean Streets), regia di Martin Scorsese (1973)
- Alice non abita più qui (Alice Doesn't Live Here Anymore), regia di Martin Scorsese (1974)
- That's the Way of the World, regia di Sig Shore (1975)
- Taxi Driver, regia di Martin Scorsese (1976)
- Codice 3: emergenza assoluta (Mother, Jugs & Speed), regia di Peter Yates (1976)
- Buffalo Bill e gli indiani (Buffalo Bill and the Indians, or Sitting Bull's History Lesson), regia di Robert Altman (1976)
- Welcome to L.A., regia di Alan Rudolph (1976)
- I duellanti (The Duellists), regia di Ridley Scott (1977)
- Tuta blu (Blue Collar), regia di Paul Schrader (1978)
- Rapsodia per un killer (Fingers), regia di James Toback (1978)
- Io, grande cacciatore (Eagle's Wing), regia di Anthony Harvey (1979)
- La morte in diretta (La Mort en direct), regia di Bertrand Tavernier (1980)
- Saturn 3, regia di Stanley Donen (1980)
- Il lenzuolo viola (Bad Timing), regia di Nicolas Roeg (1980)
- Frontiera (The Border), regia di Tony Richardson (1982)
- Il mondo nuovo (La Nuit de Varennes), regia di Ettore Scola (1982)
- Copkiller (L'assassino dei poliziotti), regia di Roberto Faenza (1982)
- Star's Lovers (Exposed), regia di James Toback (1983)
- Une pierre dans la bouche, regia di Jean-Louis Leconte (1983)
- Innamorarsi (Falling in Love), regia di Ulu Grosbard (1984)
- Il sogno di Nemo e Alice (Dream One), regia di Arnaud Sélignac (1984)
- Un complicato intrigo di donne, vicoli e delitti, regia di Lina Wertmüller (1985)
- El caballero del dragon, regia di Fernando Colomo (1985)
- Un poliziotto fuori di testa (Off Beat), regia di Michael Dinner (1986)
- Cadaveri e compari (Wise Guys), regia di Brian De Palma (1986)
- Club di uomini (The Men's Club), regia di Peter Medak (1986)
- La sposa americana, regia di Giovanni Soldati (1986)
- L'inchiesta, regia di Damiano Damiani (1986)
- Vicolo cieco (Blindside), regia di Paul Lynch (1986)
- Ehi... ci stai? (The Pick-up Artist), regia di James Toback (1987)
- Grandi cacciatori, regia di Augusto Caminito (1988)
- L'ultima tentazione di Cristo (The Last Temptation of Christ), regia di Martin Scorsese (1988)
- Caro Gorbaciov, regia di Carlo Lizzani (1988)
- Un detective... particolare (The January Man), regia di Pat O'Connor (1989)
- Due occhi diabolici, episodio Il gatto nero, regia di Dario Argento e George A. Romero (1990)
- Il grande inganno (The Two Jakes), regia di Jack Nicholson (1990)
- La battaglia dei tre tamburi di fuoco (La batalla de los Tres Reyes), regia di Souheil Ben-Barka e Uchkun Nazarov (1990)
- L'ombra del testimone (Mortal Thoughts), regia di Alan Rudolph (1991)
- Thelma & Louise, regia di Ridley Scott (1991)
- Bugsy, regia di Barry Levinson (1991)
- Le iene (Reservoir Dogs), regia di Quentin Tarantino (1992)
- Sister Act - Una svitata in abito da suora (Sister Act), regia di Emile Ardolino (1992)
- Il cattivo tenente (Bad Lieutenant), regia di Abel Ferrara (1992)
- Nome in codice: Nina (Point of No Return), regia di John Badham (1993)
- Lezioni di piano (The Piano), regia di Jane Campion (1993)
- Sol levante (Rising Sun), regia di Philip Kaufman (1993)
- Occhi di serpente (Dangerous Game), regia di Abel Ferrara (1993)
- Young Americans (The Young Americans), regia di Danny Cannon (1993)
- Il mio amico zampalesta (Monkey Trouble), regia di Franco Amurri (1994)
- Pulp Fiction, regia di Quentin Tarantino (1994)
- Somebody to Love - Qualcuno da amare (Somebody to Love), regia di Alexandre Rockwell (1994)
- Crimini immaginari (Imaginary Crimes), regia di Anthony Drazan (1994)
- Smoke, regia di Wayne Wang (1995)
- Blue in the Face, regia di Paul Auster e Wayne Wang (1995)
- Lo sguardo di Ulisse (Το Βλέμμα του Οδυσσέα), regia di Theo Angelopoulos (1995)
- Clockers, regia di Spike Lee (1995)
- Get Shorty, regia di Barry Sonnenfeld (1995) – cameo, non accreditato
- Dal tramonto all'alba (From Dusk Till Dawn), regia di Robert Rodriguez (1996)
- Acque profonde (Head Above Water), regia di Jim Wilson (1996)
- La spirale della vendetta (City of Industry), regia di John Irvin (1997)
- Cop Land, regia di James Mangold (1997)
- Favole (FairyTale: A True Story), regia di Charles Sturridge (1997)
- Il profumo di un giorno d'estate (Shadrach), regia di Susanna Styron (1998)
- Lulu on the Bridge, regia di Paul Auster (1998)
- Finding Graceland, regia di David Winkler (1998)
- Il mio West, regia di Giovanni Veronesi (1998)
- Tre stagioni (Three Seasons), regia di Tony Bui (1999)
- Presence of Mind, regia di Antoni Aloi (1999)
- Holy Smoke - Fuoco sacro (Holy Smoke), regia di Jane Campion (1999)
- U-571, regia di Jonathan Mostow (2000)
- L'estate della tua vita (Prince of Central Park), regia di John Leekley (2000)
- Vipera, regia di Sergio Citti (2000)
- Little Nicky - Un diavolo a Manhattan (Little Nicky), regia di Steven Brill (2000)
- Nailed, regia di Joel Silverman (2001)
- La zona grigia (The Grey Zone), regia di Tim Blake Nelson (2001)
- A torto o a ragione (Taking Sides), regia di István Szabó (2001)
- Nowhere, regia di Luis Sepúlveda (2002)
- Ginostra, regia di Manuel Pradal (2002)
- Red Dragon, regia di Brett Ratner (2002)
- Beeper, regia di Jack Sholder (2002)
- Crime Spree - Fuga da Chicago (Crime Spree), regia di Brad Mirman (2003)
- Il mistero Galindez (The Galindez File), regia di Gerardo Herrero (2003)
- Dreaming of Julia (Cuba Libre), regia di Juan Gerard (2003)
- Puerto Vallarta Squeeze, regia di Arthur Allan Seidelman (2004)
- Il mistero dei Templari - National Treasure (National Treasure), regia di Jon Turteltaub (2004)
- Il ponte di San Luis Rey (The Bridge of San Luis Rey), regia di Mary McGuckian (2004)
- Be Cool, regia di F. Gary Gray (2005)
- Vengo a prenderti (The Shadow Dancer), regia di Brad Mirman (2005)
- Valzer finale per un killer (One Last Dance), regia di Max Makowski (2006)
- A Crime, regia di Manuel Pradal (2006)
- Il mercante di pietre, regia di Renzo Martinelli (2006)
- My Sexiest Year, regia di Howard Himelstein (2007)
- Il mistero delle pagine perdute (National Treasure: Book of Secrets), regia di Jon Turteltaub (2007)
- The Ministers - Giustizia privata (The Ministers), regia di Franc. Reyes (2009)
- Wrong Turn at Tahoe - Ingranaggio mortale (Wrong Turn at Tahoe), regia di Franck Khalfoun (2009)
- Guida alla morte per principianti (A Beginner's Guide to Endings), regia di Jonathan Sobol (2010)
- Vi presento i nostri (Little Fockers), regia di Paul Weitz (2010)
- The Last Godfather, regia di Hyung-rae Shim (2010)
- Moonrise Kingdom - Una fuga d'amore (Moonrise Kingdom), regia di Wes Anderson (2012)
- The Congress, regia di Ari Folman (2013)
- Grand Budapest Hotel (The Grand Budapest Hotel), regia di Wes Anderson (2014)
- Rio, eu te amo, registi vari (2014)
- Two Men in Town, regia di Rachid Bouchareb (2014)
- Youth - La giovinezza, regia di Paolo Sorrentino (2015)
- Gandhi of the Month, regia di Kranti Kanade (2015)
- The Ridiculous 6, regia di Frank Coraci (2015)
- The Comedian, regia di Taylor Hackford (2016)
- La guerra di Sonson, regia di Jasmin Dizdar (2016)
- Madame (2017) regia di Amanda Sthers
- Lies We Tell - Verità pericolose (Lies We Tell), regia di Mitu Misra (2017)
- The Last Man, regia di Rodrigo H. Vila (2018)
- Nabarvené ptáče, regia di Václav Marhoul (2019)
- The Irishman, regia di Martin Scorsese (2019)
- Fatima, regia di Marco Pontecorvo (2020)
- Just Noise, regia di Davide Ferrario (2021)
- Lansky, regia di Eytan Rockaway (2021)
- Il fornaio (The Baker), regia di Jonathan Sobol (2022)
- The Paradox Effect, regia di Scott Weintrob (2023)
- Milarepa, regia di Louis Nero (2025)

### Televisione
- Gli eroi di Hogan – serie TV, episodio 1x21 (1966) – non accreditato
- Dark Shadows – serie TV, episodi 1x33; 1x34 (1966) – non accreditato
- N.Y.P.D. – serie TV, episodio 2x06 (1968)
- Pueblo, regia di Anthony Page – film TV (1973) – non accreditato
- Kojak – serie TV, episodio 1x01 (1973)
- F.B.I (The F.B.I.) – serie TV, episodio 9x19 (1974)
- The Virginia Hill Story, regia di Joel Schumacher – film TV (1974)
- La bella Otero (La Belle Otero), regia di José María Sánchez – miniserie TV (1984)
- Baciami strega, regia di Duccio Tessari – film TV (1985)
- Storie incredibili (Amazing Stories) - serie TV, episodio 1x12 (1985)
- Ellen Burstyn Show – serie TV, episodio 1x07 (1986)
- The Play on One – serie TV, episodio 1x01 (1988)
- A prova di errore (Fail Safe), regia di Stephen Frears – film TV (2000)
- Saturday Night Live – programma TV, episodio 28x07 (2002)
- 11 settembre - Tragedia annunciata (The Path to 9/11), regia di David L. Cunningham – film TV (2006)
- Life on Mars – serie TV, 17 episodi (2008-2009)
- Una fatale luna di miele (Fatal Honeymoon), regia di Nadia Tass – film TV (2012)
- Il mistero dei Templari - La serie (National Treasure: Edge of History) – serie TV, episodio 1x01 (2022)
- Mike, regia di Craig Gillespie, Tiffany Johnson e Director X – miniserie TV, puntate 1-2 (2022)
- Il tatuatore di Auschwitz (The Tattooist of Auschwitz), regia di Tali Shalom Ezer – miniserie TV (2024)

### Cortometraggi
- This Ain't Bebop, regia di Ralph Bakshi (1989)
- Who Killed the Idea?, regia di Hermann Vaske (2003)
- Chasing the Elephant, regia di Trevor P. Jenkins (2003)
- Pretty Hurts, regia Melina Matsoukas Video di Beyoncé (2013)

### Doppiatore
- Arthur e il popolo dei Minimei (Arthur et les Minimoys) (2006) – versione statunitense
- Bastardi senza gloria (Inglourious Basterds), regia di Quentin Tarantino (2009) – non accreditato
- L'isola dei cani (Isle of Dogs), regia di Wes Anderson (2018)

## Riconoscimenti
- Premio Oscar
  - 1992 – Candidatura al miglior attore non protagonista per Bugsy
- Golden Globe
  - 1992 – Candidatura al miglior attore non protagonista per Bugsy
- Chicago Film Critics Association Awards
  - 1991 – Miglior attore non protagonista per Bugsy
- National Society of Film Critics
  - 1992 – Miglior attore non protagonista per Bugsy

## Doppiatori italiani
Nelle versioni in italiano delle opere in cui ha recitato, Harvey Keitel è stato doppiato da:
- Ennio Coltorti in Smoke, Blue in the Face, Clockers, Acque profonde, Favole, Lulu on the Bridge, Holy Smoke - Fuoco sacro, U-571, Little Nicky - Un diavolo a Manhattan, Red Dragon, Il mistero dei Templari - National Treasure, Il ponte di San Luis Rey, Be Cool, Vengo a prenderti, 11 settembre - Tragedia annunciata, Il mistero delle pagine perdute, Life on Mars, Wrong Turn at Tahoe - Ingranaggio mortale, Guida alla morte per principianti, Vi presento i nostri, Moonrise Kingdom - Una fuga d'amore, The Congress, Grand Budapest Hotel, The Ridiculous 6, Lansky, Il mistero dei Templari - La serie, Mike, Il fornaio, Milarepa
- Rodolfo Bianchi in Storie incredibili, Il cattivo tenente, La zona grigia, A torto o a ragione, Crime Spree - Fuga da Chicago, Il mercante di pietre, Una fatale luna di miele, Youth - La giovinezza, The Irishman, Il tatuatore di Auschwitz, Paradox Effect
- Mario Cordova in Caro Gorbaciov, Il grande inganno, Sister Act - Una svitata in abito da suora, Lezioni di piano
- Paolo Poiret in Un poliziotto fuori di testa, L'ultima tentazione di Cristo, Nowhere
- Pietro Biondi in Thelma & Louise, Pulp Fiction, Cop Land
- Michele Kalamera ne Il lenzuolo viola, Occhi di serpente, Nailed
- Oreste Rizzini ne La bella Otero, Young Americans, Lo sguardo di Ulisse
- Gianni Marzocchi in Taxi Driver, Frontiera
- Sergio Di Stefano in Buffalo Bill e gli indiani, Saturn 3
- Pino Colizzi ne La morte in diretta, Get Shorty
- Carlo Sabatini in Copkiller (L'assassino dei poliziotti), Dal tramonto all'alba
- Piero Tiberi in Innamorarsi, Il mio amico Zampalesta
- Manlio De Angelis in Un detective... particolare, Bugsy
- Giancarlo Giannini ne Il mio West, Vipera
- Dario Penne in Cadaveri e compari, The Ministers - Giustizia privata
- Mario Brusa in Lies We Tell - Verità pericolose, Two Men in Town
- Ugo Pagliai in Mean Streets - Domenica in chiesa, lunedì all'inferno
- Flavio Bucci in Kojak
- Franco Agostini in Alice non abita più qui
- Antonio Colonnello ne I duellanti
- Giorgio Locuratolo in Tuta blu
- Mariano Rigillo in Un complicato intrigo di donne vicoli e delitti
- Angelo Nicotra ne La sposa americana
- Alessandro Rossi in L'inchiesta
- Carlo Marini in Ehi... ci stai?
- Carlo Valli in Grandi cacciatori
- Ferruccio Amendola in Due occhi diabolici
- Cesare Barbetti in L'ombra del testimone
- Massimo Corvo in Le iene
- Sandro Iovino in Nome in codice: Nina
- Marco Mete in Sol levante
- Giuseppe Pambieri ne La spirale della vendetta
- Silvano Piccardi in A prova di errore
- Paolo Marchese ne Il mistero Galindez
- Aldo Stella in Valzer finale per un killer
- Gianni Gaude in A Crime
- Paolo Buglioni ne La guerra di Sonson
- Ugo Maria Morosi in Madame
- Patrizio Cigliano in Chi sta bussando alla mia porta (ridoppiaggio)

Da doppiatore è sostituito da:
- Ennio Coltorti in Bastardi senza gloria, L'isola dei cani